# ボーン・シークレット
ボーン・シークレット（英: born secret）は、ある情報が作られた瞬間から、また通常どこで作られたものだろうと、機密になるという政策を言う用語である。主にアメリカ合衆国の、核兵器の運用を記述する情報に関係した特定の法律に関連して用いられる。ボーン・クラシファイド（英: born classified）とも言う。

## 概要
ある情報が、一次機密指定（英: Original classification）されることなく、生成された時点で機密区分に入る事をいう。
1946年原子力法のある条項についてひんぱんに用いられてきた用語で、その条項は、核兵器と核エネルギーに関するすべての情報は、公式に機密解除されるまではリストリクテッド・データとみなす、と定めている。
1954年の改正法では、アメリカ原子力委員会にカテゴリー全体について、ある情報を機密解除する権限が与えられた。
ボーン・シークレットの政策は、核に関する情報は国家の安全保障上、公式の評価を受ける前に機密指定される必要があるほど、きわめて重要になりうるという仮定に基づいて作られた。
「秘密資料」（英: restricted data、RD）と「旧秘密資料」（英: formerly restricted data、FRD）だけが1993年の段階でアメリカにおいてボーン・クラシファイドで、それらは原子力法の定義に当てはまれば自動的に機密扱いであり、機密指定はされる必要がない。これらは"classified atomic energy information" と呼ばれる事がある。

## 定義
1954年の改正法の文言ではシークレット（秘密資料）を次のように定めている。
All data concerning (1) design, manufacture, or utilization of atomic weapons; (2) the production of special nuclear material; or (3) the use of special nuclear material in the production of energy, but shall not include data declassified or removed from the Restricted Data category pursuant to section 2162 of this title.

　（(1) 核兵器の設計・製造・利用、(2) 特殊核物質の製造、(3) エネルギー生産における特殊核物質の利用、に関するすべてのデータ、ただし本章2162条によって機密解除されたか、リストリクテッド・データから除外されたデータは除くものとする）

## 合憲性
情報を個別ではなくカテゴリとしてあらかじめ機密とすることの合憲性について、裁判所で確定的な判断は下されていない。
ボーン・シークレットのドクトリンの合法性は、1979年の裁判(en:United States v. The Progressive)で直接の争点となった。この訴訟では、ある雑誌がいわゆる「水爆のシークレット」を掲載しようとしたもので、それは機密情報によったとは思われないものだった。多くのアナリストは、合衆国最高裁判所はボーン・シークレット条項を言論の自由に対する憲法違反の制限と判断するだろうと予測したが、政府は裁判が終結する前にムートとして訴えを取り下げた。